# Filosofie

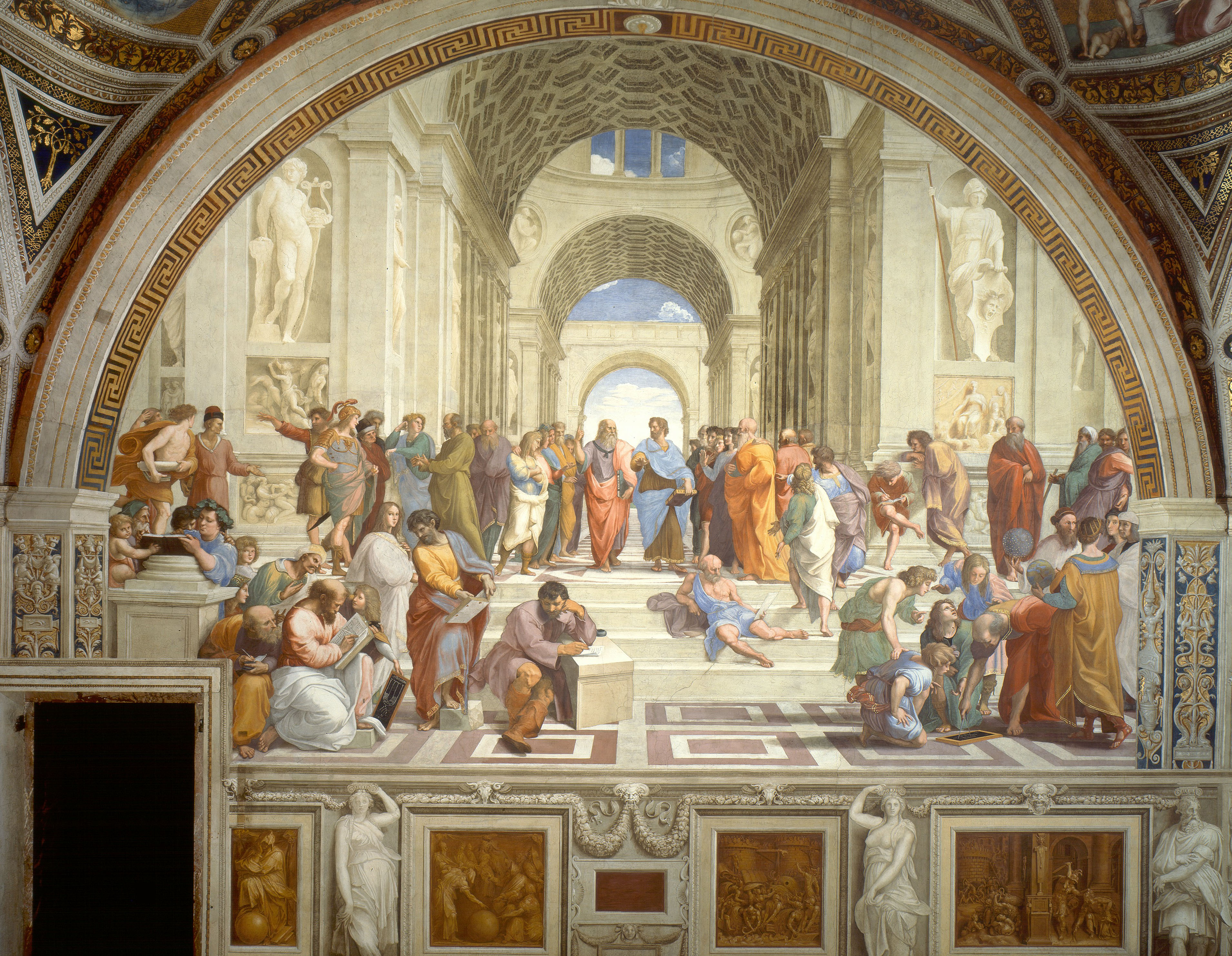
Școala din Atena (1509–1511) de Rafael, înfățișați filosofi greci clasici celebri într-un cadru idealizat inspirat de arhitectura greacă veche. În fresca aflată la Vatican apar: Zenon din Kition, Anaximandru, Epicur, Averroes, Pitagora, Arhimede, Xenofon, Socrate, Heraclit, Platon, Aristotel, Diogene, Euclid, Zarathustra și Ptolemeu. În centrul compoziției sunt reprezentați Platon și Aristotel.

Filosofia (din greaca antică: φιλοσοφία, philosophia, „iubire de înțelepciune”), sau filozofia, este studiul întrebărilor generale și fundamentale, precum cele despre existență, cunoaștere, valori, rațiune, minte și limbaj. Astfel de întrebări sunt adesea puse ca probleme  care trebuie studiate sau rezolvate. Potrivit tradiției grecești acreditate, Pitagora (c. 570 - 495 î.Hr.) a fost primul care a folosit termenul dându-i o puternică încărcătură etică și religioasă. Metodele filosofice cuprind interogarea, discuția critică, argumentul rațional și prezentarea sistematică. Inițial, filosofia cuprindea toate corpurile de cunoștințe și un practicant în aceste domenii era cunoscut ca filosof. De pe vremea filosofului grec Aristotel până în secolul al XIX-lea, „filosofia naturală” cuprindea astronomia, medicina și fizica. De exemplu, Principiile matematice ale filosofiei naturale din 1687 a lui Newton a fost abia ulterior clasificată drept carte de fizică.
În secolul al XIX-lea, dezvoltarea universităților moderne de cercetare a condus filosofia academică și alte discipline la profesionalizare și specializare. De atunci, diferite domenii de cercetare care au făcut tradițional parte din filosofie au devenit discipline academice separate, cum ar fi psihologia, sociologia, lingvistica și economia.
Astăzi, subdomeniile majore ale filosofiei academice cuprind metafizica, care se preocupă de natura fundamentală a existenței și a realității; epistemologia, care studiază natura cunoașterii și a credinței; etica, care se referă la valoarea morală; și logica, care studiază regulile inferenței ce permit deducerea concluziilor din premise adevărate. Alte subdomenii notabile sunt: filosofia științei, filosofia politică, estetică, filosofia limbajului și filosofia minții.

## Privire de ansamblu istorică
În sens general, filosofia este asociată cu înțelepciunea, cultura intelectuală și cu căutarea cunoașterii. În acest sens, toate culturile și societățile alfabetizate pun întrebări filosofice, cum ar fi „cum trebuie să trăim” și „care este natura realității”. Prin urmare, o concepție largă și imparțială a filosofiei găsește o cercetare argumentată în chestiuni precum realitatea, moralitatea și viața în toate civilizațiile lumii.

### Filosofia occidentală

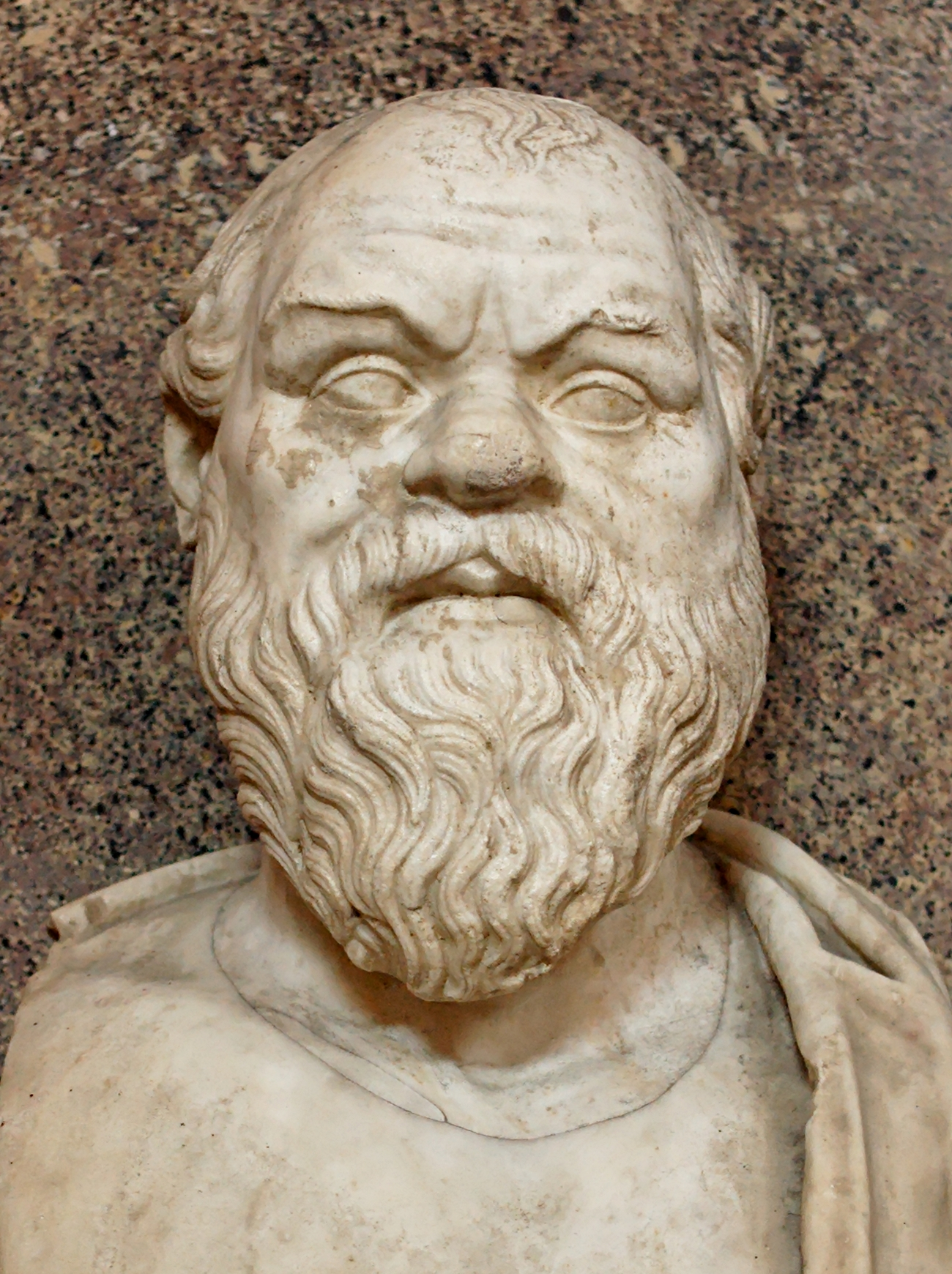
Bustul lui Socrate în muzeul Vatican

Filosofia occidentală este tradiția filosofică a lumii occidentale, datând de la gânditori presocratici care au fost activi în Grecia secolului al VI-lea î.Hr., precum Thales (c.624 - 546 î.Hr.) și Pitagora (c.570 - 495 î.Hr.) care practicau „iubirea de înțelepciune” (latină: philosophia) și erau numiți și „studenți ai naturii” (physiologoi).
Filosofia occidentală poate fi împărțită în trei epoci:
1. Antică (greco-romană)
2. Filosofia medievală (referindu-se la gândirea creștină europeană)
3. Filosofia modernă (începând cu secolul al XVII-lea)

#### Epoca antică
În timp ce cunoștințele noastre despre epoca antică încep cu Thales în secolul al VI-lea î.Hr., se știu puține lucruri despre filosofii de dinaintea lui Socrate (cunoscuți în mod obișnuit sub numele de presocratici). Epoca antică a fost dominată de școlile filosofice grecești. Cele mai notabile dintre școlile influențate de învățăturile lui Socrate, au fost: Academia Platonică fondată de Platon și școala peripatetică, fondată de Aristotel. Printre alte tradiții filosofice antice influențate de Socrate se numără: cinismul, cirenaismul, stoicismul și scepticismul academic. Alte două tradiții au fost influențate de contemporanul lui Socrate, Democrit: pironismul și epicureismul. Subiecte importante acoperite de greci au inclus metafizica (cu teorii concurente precum atomismul și monismul), cosmologia, natura vieții bine trăite (eudaimonia), epistemologia și logosul. Odată cu apariția Imperiului roman, filosofia greacă a fost din ce în ce mai discutată în latină de către romani precum Cicero și Seneca (vezi filosofia romană).

#### Epoca medievală
Filosofia medievală (secolele V-XVI) este perioada care a urmat căderii Imperiului Roman de Apus și a fost dominată de ascensiunea creștinismului și, prin urmare, reflectă preocupările teologice iudeo-creștine, precum și păstrarea unei continuități cu gândirea greco-romană. 
Probleme precum existența și natura lui Dumnezeu, natura credinței și a rațiunii, metafizica, problema răului au fost discutate în această perioadă. Printre gânditorii medievali importanți se numără: Sfântul Augustin, Toma de Aquino, Boethius, Anselm și Roger Bacon. Filosofia pentru acești gânditori a fost privită ca un ajutor pentru teologie (ancilla theologiae) și, prin urmare, ei au căutat să își alinieze filosofia cu interpretarea lor a scripturilor sacre.
Această perioadă a cunoscut dezvoltarea scolasticii, o metodă critică a textului dezvoltată în universitățile medievale bazată pe o lectură atentă și disputarea textelor cheie. În perioada Renașterii s-a pus accentul crescând asupra gândirii clasice greco-romane și asupra unui umanism robust.

#### Epoca modernă
Filosofia modernă timpurie din lumea occidentală începe cu gânditori precum Thomas Hobbes și René Descartes (1596–1650). În urma ascensiunii științelor naturii, filosofia modernă s-a preocupat de dezvoltarea unei fundații laice și raționale pentru cunoaștere și s-a îndepărtat de structurile tradiționale de autoritate precum religia, gândirea scolastică și Biserica. Printre filosofii moderni majori se numără: Spinoza, Leibniz, Locke, Berkeley, Hume și Kant.
Filosofia secolului al XIX-lea (uneori numită filosofie modernă târzie) a fost influențată de mișcarea mai largă din secolul al XVIII-lea numită „Iluminism”, cu exponenți precum Hegel, o figură cheie în idealismul german, Kierkegaard, care a dezvoltat bazele existențialismului, Nietzsche, un renumit anti-creștin, John Stuart Mill, care a promovat utilitarismul și Karl Marx, care a dezvoltat bazele comunismului.
În secolul al XX-lea a avut loc despărțirea între filosofia analitică și filosofia continentală și s-au dezvoltat tendințele filosofice precum fenomenologia, existențialismul, pozitivismul logic, pragmatismul și turnura lingvistică (vezi Filosofia contemporană).

### Filosofia din Orientul Mijlociu

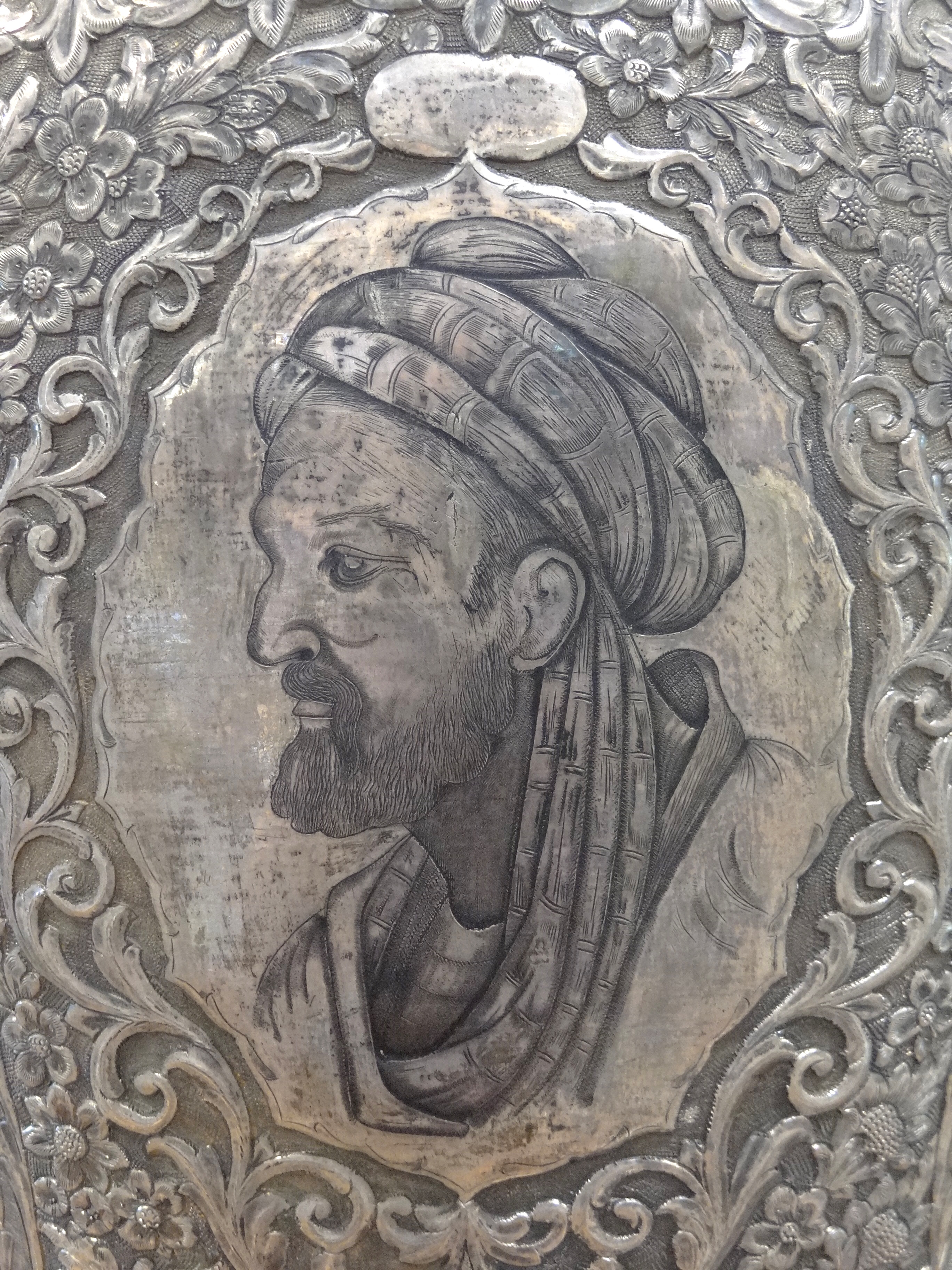
Portretul iranianului Avicenna pe un vas de argint. El a fost unul dintre cei mai influenți filosofi ai Epocii de aur a islamului.

Regiunile din Cornul abundenței, Iran și Arabia găzduiesc cea mai veche literatură de înțelepciune filosofică cunoscută care astăzi este dominată în cea mai mare parte de cultura islamică.
Literatura de înțelepciune timpurie din Cornul abundenței a fost un gen care urmărea să instruiască oamenii asupra acțiunilor etice, viața practică și virtutea prin povești și proverbe. În Egiptul antic, aceste texte erau cunoscute sub numele de sebayt („învățături”) și sunt esențiale pentru înțelegerea noastră despre filosofia egipteană antică. Astronomia babiloniană a inclus, de asemenea, multe speculații filosofice despre cosmologie, care e posibil să fi influențat grecii antici.
Filosofia evreiască și filosofia creștină sunt tradiții religio-filosofice care s-au dezvoltat atât în Orientul Mijlociu, cât și în Europa, având în comun texte iudaice timpurii (în special Tanakh) și credințe monoteiste. Gânditori evrei, cum ar fi geonimii Academiilor talmudice din
Babilonia și Maimonide s-au ocupat cu filosofia greacă și islamică. Mai târziu, filosofia evreiască a intrat sub puternice influențe intelectuale occidentale și a inclus lucrările lui Moses Mendelssohn, care a introdus Haskalah (Iluminismul evreiesc), existențialismul evreiesc și iudaismul reformat.
Filosofia iraniană pre-islamică începe cu opera lui Zoroastru, unul dintre primii promotori ai monoteismului și ai dualismului dintre bine și rău. Acest cosmogonie dualistă a influențat evoluția ulterioară iraniană, cum ar fi maniheismul, mazdakismul și zurvanismul.
După cuceririle musulmane, filosofia islamică timpurie a dezvoltat tradițiile filosofice grecești în noi direcții inovatoare. Această Epoca de aur a islamului a influențat evoluțiile intelectuale europene. Cele două curente principale ale gândirii islamice timpurii sunt Kalam, care se concentrează pe teologia islamică și Falsafa, care se baza pe aristotelianism și neoplatonism. Opera lui Aristotel a fost foarte influentă printre falsafa, cum ar fi al-Kindi (secolul al IX-lea), Avicenna (980 - iunie 1037) și Averroes (secolul al XII-lea). Alții precum Al-Ghazali au fost extrem de critici cu privire la metodele falsafa aristotelică. Gânditorii islamici au dezvoltat, de asemenea, o metodă științifică, medicina experimentală, o teorie a opticii și o filosofie juridică. Ibn Khaldun a fost un gânditor influent în filosofia istoriei.
În Iran, mai multe școli de filosofie islamică au continuat să înflorească după Epoca de Aur și au inclus curente precum filosofia Iluminaționistă, filosofia sufistă și teosofia transcendentă. În secolele al XIX-lea și al XX-lea a apărut și s-a dezvoltat mișcarea Nahda (care înseamnă literalmente „Trezirea”; cunoscută și sub numele de „Renașterea arabă”), care a avut o influență considerabilă asupra filosofiei islamice contemporane.

### Filosofia indiană
Filosofia indiană (în sanscrită: darśana, lit. „punct de vedere”, „perspectivă”) se referă la diversele tradiții filosofice apărute încă din cele mai vechi timpuri în subcontinentul indian. Jainismul și budismul au luat naștere la sfârșitul perioadei vedice, în timp ce diferite tradiții s-au grupat sub numele de hinduism.
Hindușii clasifică, în general, tradițiile indiene ca fiind ortodoxe (āstika) sau heterodoxe (nāstika), în funcție de faptul dacă acceptă autoritatea Vedelor și teoriile despre brahman („etern”, „cu conștiință”, „ireductibil”) și ātman ( „suflet”, „sine”, „respirație”). Școlile ortodoxe includ tradițiile de gândire hinduse, în timp ce școlile heterodoxe includ tradițiile budiste și jainiste. Printre alte școli se numără Ajñana, Ājīvika și Cārvāka care au dispărut de-a lungul istoriei.
Concepțiile filosofice indiene importante împărtășite de filosofiile și virtuțile indiene cuprind:

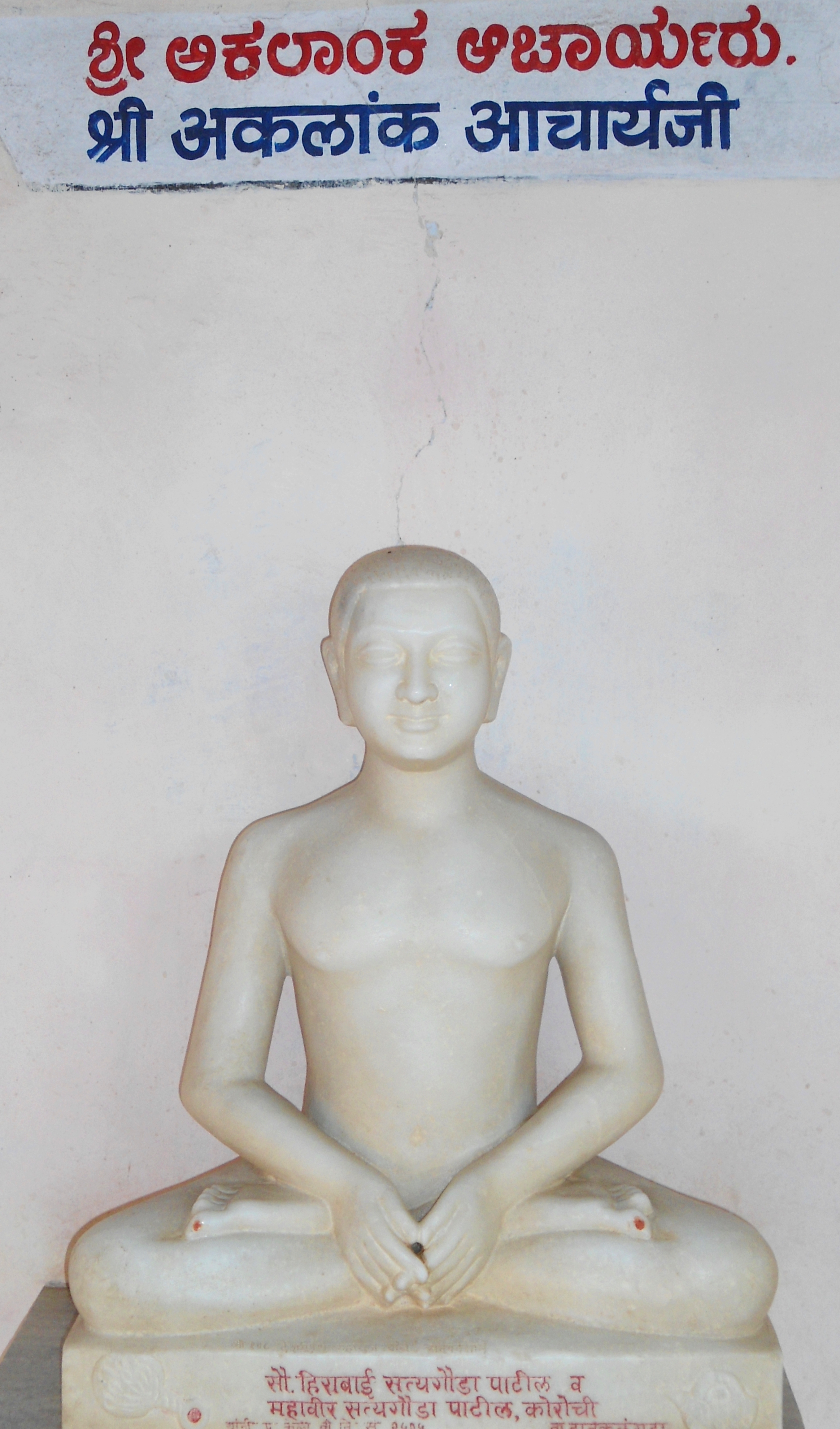
Akalanka, călugăr și filosof jainist din secolul al VIII-lea care a scris lucrări influente despre logica indiană.

- dhárma („ceea ce susține sau sprijină”);
- karma (kárman, „act”, „acțiune”, „performanță”);
- artha („avere”, „proprietate”);[29]
- kā́ma („dorință”);[30]
- duḥkha („suferință”);
- anitya (din anicca, „nepermanență”);
- dhyāna (sau jhāna; „meditație”);
- saṃnyāsa („renunțare”), renunțare cu sau fără monahism sau asceză;
- saṃsāra („trecere” sau „rătăcire”), diferite cicluri de moarte și renaștere;
- kaivalya („separare”), o stare de mokṣa („eliberare”, „nirvana”) de la renaștere; și
- ahiṃsā („nonviolență”).

#### Filosofia jainistă
Filozofia jainistă acceptă conceptul de suflet permanent (jiva) ca unul dintre cele cinci astikaya (categorii eterne, infinite care alcătuiesc substanța existenței). Celelalte patru fiind dhárma, adharma, ākāśa („spațiu”) și pudgala („materie”).
Gândirea jainistă separă complet materia de suflet, cu două subtradiții majore: Digambara și Śvētāmbara, împreună cu mai multe tradiții minore, cum ar fi Terapanthi.
Ascetismul este o virtute monahală majoră în jainism.Textele jainiste precum Tattvartha Sutra afirmă că credința corectă, cunoașterea corectă și conduita corectă sunt calea spre eliberare. Gândirea jainistă
susține că toată existența este ciclică, eternă și necreată. Tattvartha Sutra este cea mai veche
compilatie cunoscută, comprehensivă și autoritativă, a filosofiei jainiste.

#### Filosofia budistă

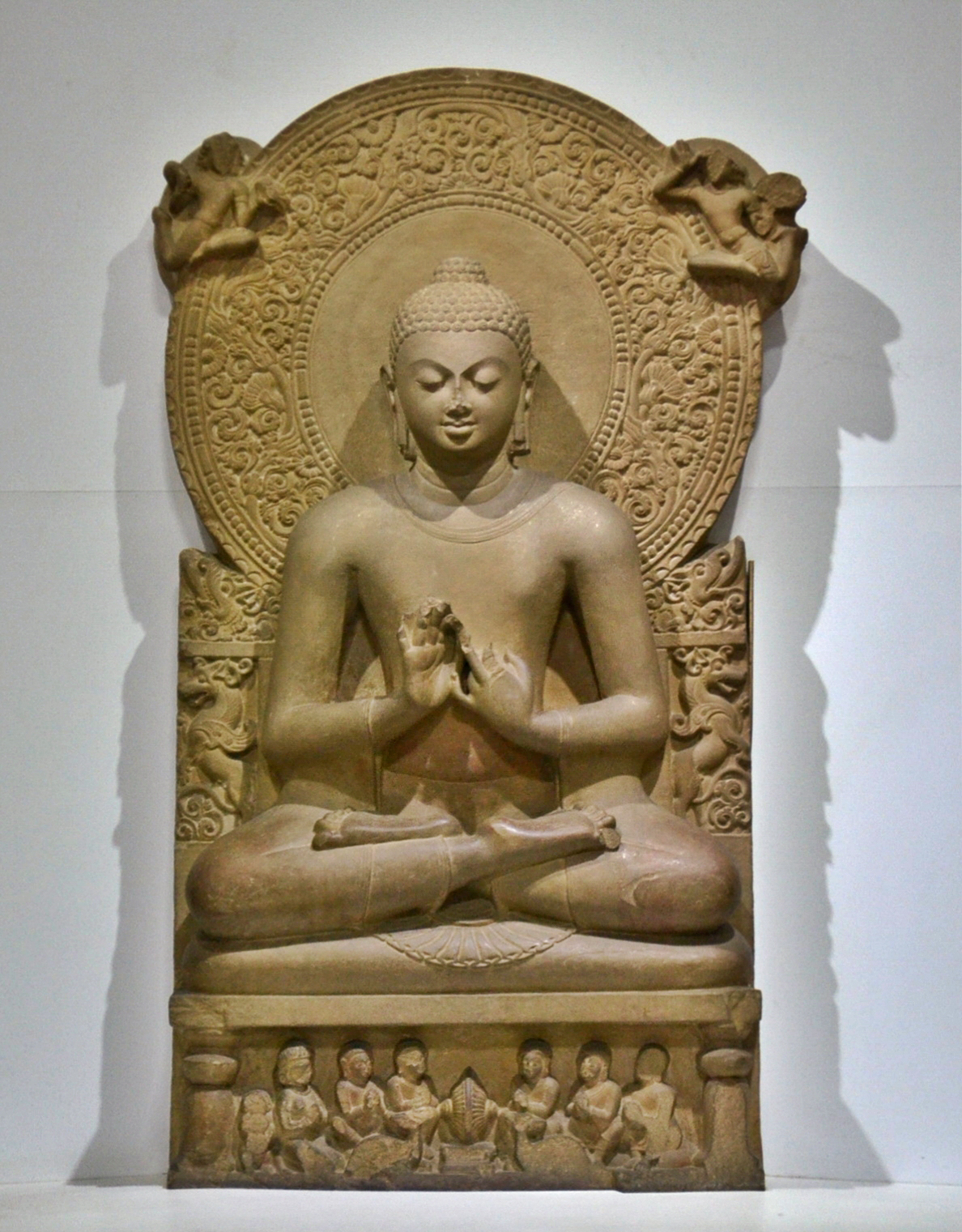
Statuie a lui Buddha, muzeul Sarnath (India).

Filosofia budistă începe cu gândirea lui Gautama Buddha (fl. între secolele al VI-lea și al IV-lea î.Hr.) și este păstrată în primele texte budiste. A luat naștere în India și s-a răspândit mai târziu în Asia de Est, Tibet, Asia Centrală și Asia de Sud-Est, dezvoltând diverse tradiții în aceste regiuni. Formele ramurii Mahāyāna sunt tradițiile filosofice budiste dominante în regiunile din Asia de Est precum China, Coreea și Japonia. Formele ramurii Theravāda sunt dominante în țările din Asia de Sud-Est, cum ar fi Sri Lanka, Birmania și Thailanda. 
Deoarece ignoranța față de adevărata natură a lucrurilor este considerată una dintre rădăcinile suferinței (dukkha), filosofia budistă este preocupată de epistemologie, metafizică, etică și psihologie. Textele filosofice budiste trebuie de asemenea înțelese în contextul practicilor meditative care ar trebui să producă anumite schimbări cognitive.:8 Printre conceptele cheie inovatoare se numără cele patru adevăruri nobile, dukkha, anicca (impermanență) și anatta (non-sinele).
După moartea lui Buddha, diferite grupuri au început să-și sistematizeze principalele învățături, dezvoltând în cele din urmă sisteme filosofice cuprinzătoare numite Abhidharma.:37 În urma școlilor Abhidharma, filosofii Mahāyāna precum Nagarjuna și Vasubandhu au dezvoltat teoriile śūnyatā („goliciunea tuturor fenomenelor”) și vijñapti-matra („numai apariția”), o formă de fenomenologie sau idealism transcendental. Școala Dignāga de pramāṇa („mijloace de cunoaștere”) a promovat o formă sofisticată de logico-epistemologie budistă. 
În India au existat numeroase școli, sub-școli și tradiții de filosofie budistă. Potrivit profesorului de filosofie budistă din Oxford, Jan Westerhoff, principalele școli indiene de la 300 î.Hr. până la 1000 d.Hr. erau::xxiv
- Tradiția Mahāsāṃghika
- Școlile Sthavira: Sarvāstivāda, Sautrāntika Vibhajyavāda (cunoscut mai târziu ca Teravada în Sri Lanka) și Pudgalavāda.
- Școlile Mahāyāna, în principal: Madhyamaka, Yogachara, Tathāgatagarbha și Tantra.

#### Filosofia hindusă

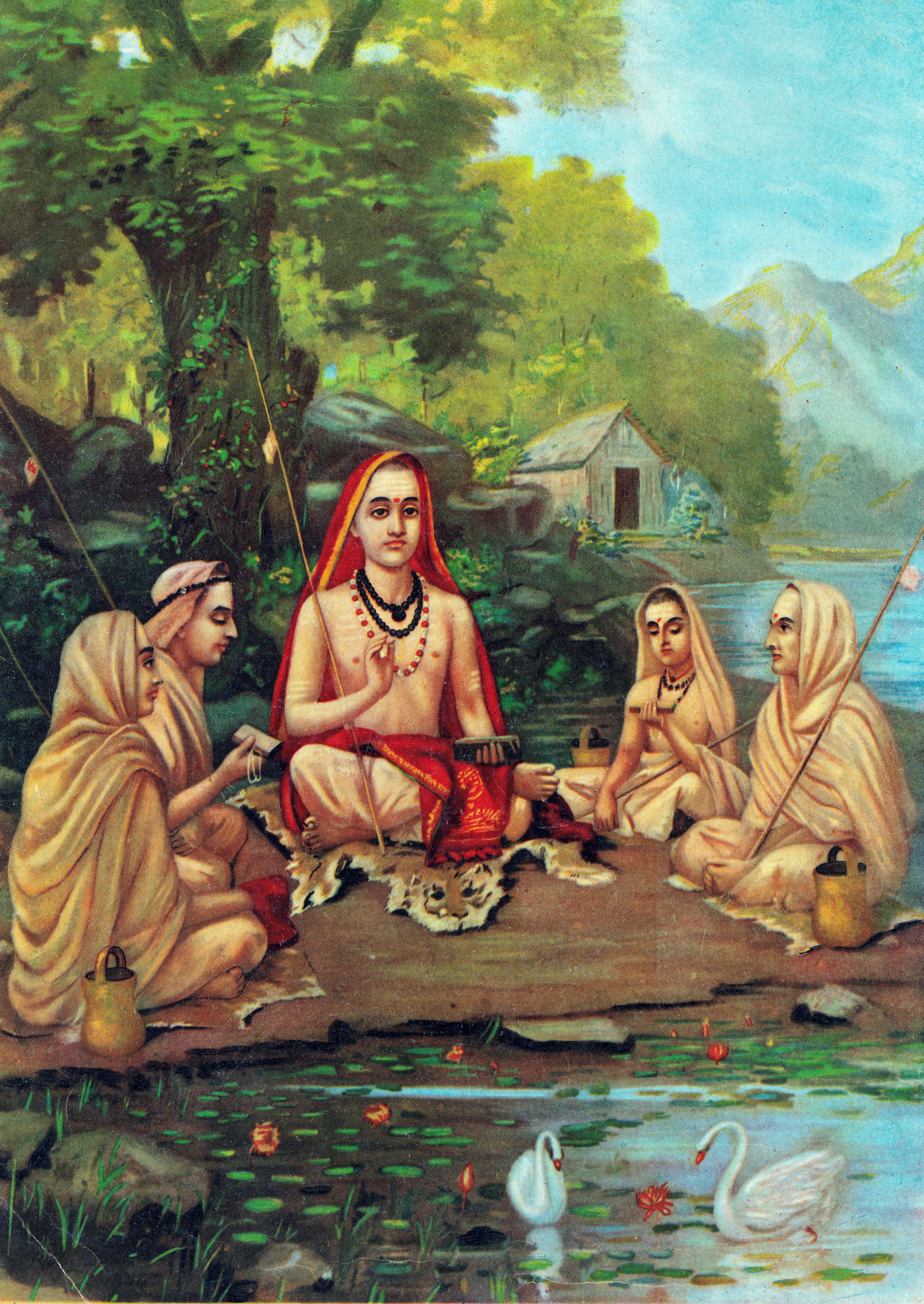
Adi Shankara este unul dintre cei mai frecvent studiați filosofi hinduși.

Unele dintre primele texte mistice și filosofice hinduse care au supraviețuit sunt Upanișadele din perioada Vedică tîrzie (1000-500 î.Hr.). Filosofia indiană este grupată în mod obișnuit pe baza relației lor cu Vedele și a ideilor conținute în acestea (în special Ātman și Brahman).
Școlile care se aliniază la gândirea vedică sunt adesea numite tradiții hinduse „ortodoxe” (āstika) și sunt clasificate în mod tradițional în șase darśanas: Nyaya, Vaisheshika, Samkhya, Yoga, Mīmāṃsā și Vedanta.
Vedele ca sursă de cunoaștere au fost interpretate diferit de aceste șase școli de filosofie hindusă, cu diferite grade de suprapunere. Ele reprezintă o „colecție de puncte de vedere filosofice care împărtășesc o conexiune textuală”, potrivit lui Chadha (2015). Ele reflectă, de asemenea, o toleranță pentru o diversitate de interpretări filosofice în cadrul hinduismului, împărtășind în același timp același fundament.
Filosofii hinduși ai celor șase școli ortodoxe au dezvoltat sisteme de epistemologie (pramana) și au analizat subiecte precum metafizica, etica, psihologia (guṇa), hermeneutica și soteriologia în cadrul cunoștințelor vedice, prezentând în același timp o colecție diversă de interpretări. De-a lungul timpului, cele șase școli ortodoxe au condus la ceea ce a fost numit „sinteza hindusă”, după cum este exemplificat în scriptura Bhagavad Gita.
Există, de asemenea, alte școli de gândire care sunt privite ca „hinduse”, deși nu neapărat ortodoxe (deoarece pot accepta diferite scripturi ca normative, cum ar fi Shaiva Agamas și Tantra), printre acestea numărându-se diferite școli de șavism, cum ar fi Pashupata, Shaiva Siddhanta, șavism tantric non-dual (Trika, Kaula etc.).
Tradițiile „hinduse” și „ortodoxe” contrastează cu tradițiile „neortodoxe” (nāstika, literalmente „cei care resping”). Aceste tradiții resping autoritatea Vedelor și deseori resping concepte și idei majore care sunt larg acceptate de școlile ortodoxe (cum ar fi Ātman, Brahman și Īśvara). Aceste școli neortodoxe includ jainismul (acceptă ātman dar respinge Isvara, Vedele și Brahman), budismul (respinge toate conceptele ortodoxe cu excepția renașterii și karma), Cārvāka (materialiști care resping renașterea chiar și karma) și Ājīvika (cunoscut pentru doctrina sorții).

### Filosofie africană
Filosofia africană prezintă concepții, idei și teme africane despre lume, sau filosofie folosind metode filosofice africane distincte. Gândirea modernă africană a fost preocupată cu etnofilosofia, definind însăși semnificația filosofiei africane și caracteristicile sale unice și ceea ce înseamnă a fi african.
În secolul al XVII-lea, filosofia etiopiană a dezvoltat o tradiție literară robustă, după cum este exemplificat de Zera Yacob. Un alt filosof african timpuriu a fost Anton Wilhelm Amo (c. 1703–1759) care a devenit un filosof respectat în Germania. Ideile filosofice africane distincte sunt Ujamaa, ideea bantu de „Forță”, Négritude , panafricanism și Ubuntu. Gândirea contemporană africană a dezvoltat literatura filosofică a diasporei africane, care include curente precum existențialismul negru al afro-americanilor. Unii gânditori moderni din Africa au fost influențați de marxism, literatura afro-americană, teoria critică, teoria rasială critică, postcolonialism și feminism.

## Ramuri ale filosofiei
Întrebările filosofice pot fi grupate în diferite ramuri. Aceste grupări permit filosofilor să se concentreze pe un set de subiecte similare și să interacționeze cu alți gânditori care sunt interesați de aceleași întrebări.
Aceste diviziuni nu sunt nici exhaustive, nici nu se exclud reciproc. (Un filosof s-ar putea specializa în epistemologia kantiană sau în estetica platonică sau filosofia politică modernă). Mai mult, aceste cercetări filosofice se suprapun uneori între ele și cu cercetări precum știința, religia sau matematica.
După cum a afirmat Martin Heidegger, „Prin raport cu bunul simț comun, filozofia este, potrivit vorbei lui Hegel, 'lumea pe dos'.”
Conform lui Leo Strauss, „filosofia este negarea zeilor cetății”.

### Epistemologie

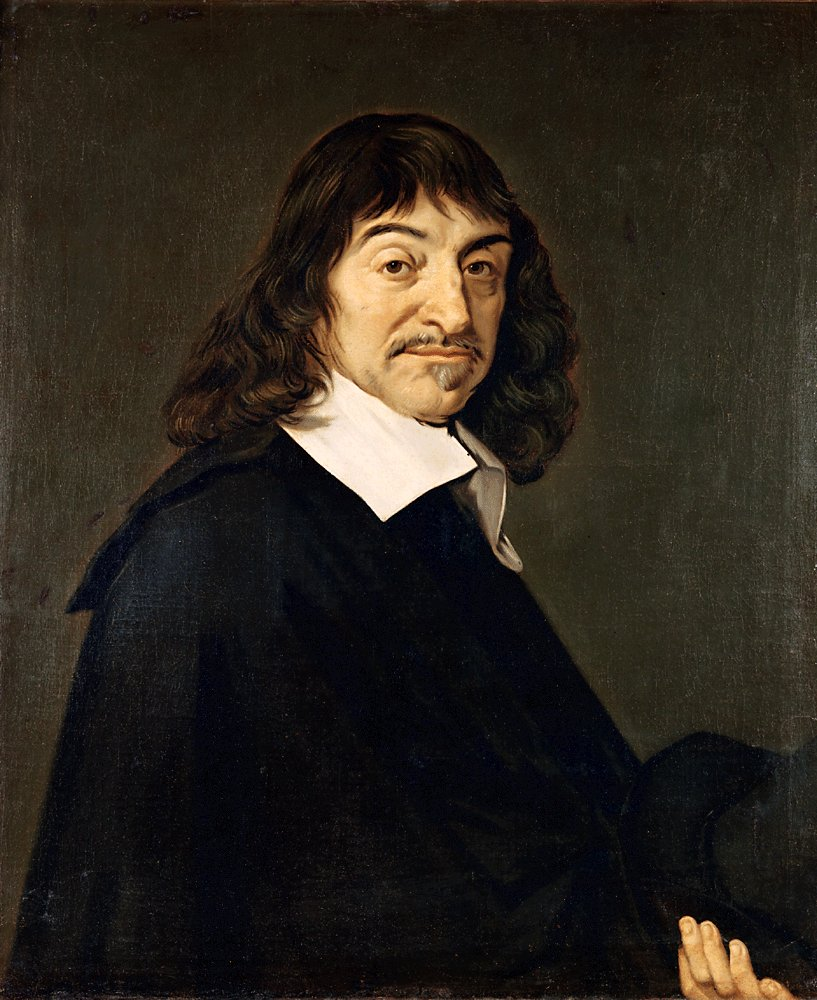
René Descartes, care adesea este creditat ca părintele filosofiei moderne, a fost preocupat de întrebările epistemologice în lucrările sale.

Epistemologia (din grecescul ἐπιστήμη, epistēmē 'cunoaștere' și λόγος logos 'vorbire', 'cuvânt') este ramura filosofiei care studiază cunoașterea. Epistemologii examinează surse presupuse de cunoaștere, inclusiv experiența senzorială, rațiunea, memoria și depoziția. De asemenea, ei abalizează întrebări despre natura adevărului, credinței, justificării și raționalității.
Scepticismul filosofic, care ridică îndoieli cu privire la unele sau toate pretențiile la cunoaștere, a fost un subiect de interes de-a lungul istoriei filosofiei. A apărut devreme în filosofia presocratică și s-a formalizat cu Pyrrho, fondatorul celei mai vechi școli occidentale de scepticism filosofic. Apare în mod evident în lucrările filosofilor moderni René Descartes și David Hume și a rămas un subiect central în dezbaterile epistemologice contemporane. 
Una dintre cele mai notabile dezbateri epistemologice este între empirism și raționalism. Empirismul pune accentul pe dovezile observaționale prin experiența senzorială ca sursă de cunoaștere. El este asociat cu cunoașterea a posteriori, care se obține prin experiență (cum ar fi cunoștințele științifice). Raționalismul pune accentul pe rațiune ca sursă de cunoaștere. El este asociat cu cunoașterea a priori, care este independentă de experiență (cum ar fi logica și matematica).
O dezbatere centrală în epistemologia contemporană este despre condițiile necesare pentru ca o credință să constituie cunoaștere, care ar putea cuprinde adevăr și justificare. Această dezbatere a fost în mare parte rezultatul încercărilor de a rezolva probleme de tip Gettier. Un alt subiect comun al dezbaterilor contemporane este problema regresului, care apare atunci când încercăm să oferim dovezi sau justificări pentru orice credință, afirmație sau propunere. Problema este că oricare ar fi sursa justificării, acea sursă trebuie să fie ori fără justificare (caz în care trebuie tratată ca o bază arbitrară pentru credință) ori trebuie să aibă o justificare ulterioară (caz în care justificarea trebuie să fie rezultatul unui raționament circular, ca în coerență, sau rezultatul unei regresii infinite, ca în infinitism).

### Metafizică

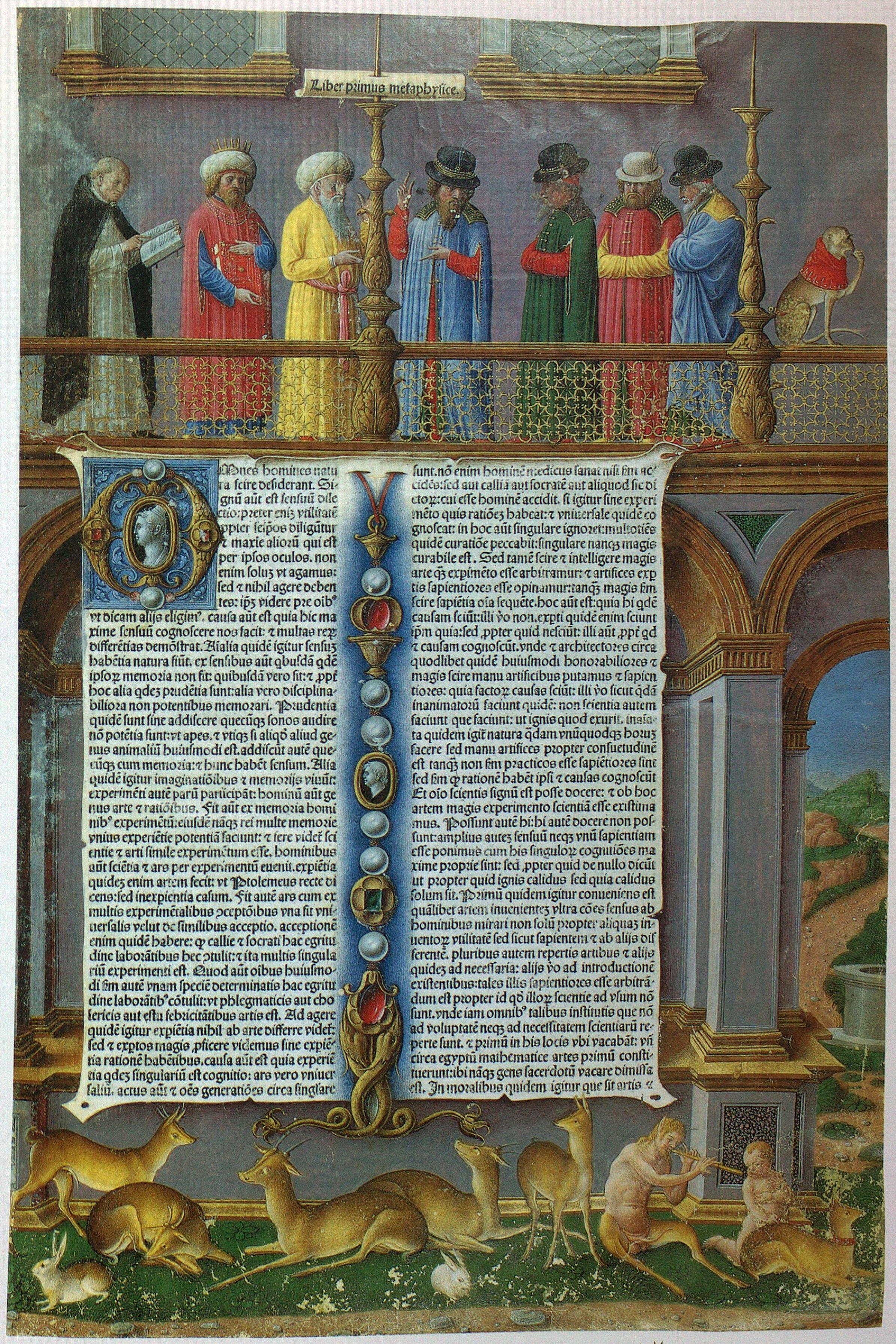
Începutul Metafizicii lui Aristotel într-un incunabul decorat cu miniaturi pictate manual.

Metafizica (din grecescul μετά metá, 'după' și φυσικά physiká, 'fizică', adică "dincolo de cele fizice") este studiul celor mai generale trăsături ale realității, cum ar fi existența, timpul, obiectele și proprietățile lor, întregul și părțile lui, evenimentele, procesele și cauzalitatea și relația dintre minte și corp. Metafizica include cosmologia, studiul lumii în întregime și ontologia, studiul ființei.
Un punct important de dezbatere este între realism, care susține că există entități ce există independent de percepția lor mentală și idealism, care susține că realitatea este într-un anumit sens construită mental sau că este altfel strâns legată de idei. Metafizica tratează subiectul identității. Esența este ansamblul de atribute care fac din obiect ceea ce este fundamental și fără de care își pierde identitatea, în timp ce accidentul este o proprietate pe care o are obiectul, fără de care obiectul își poate păstra identitatea. 
Particularitățile sunt obiecte despre care se spune că există în spațiu și timp, spre deosebire de obiecte abstracte, cum ar fi numerele și universaliile, care sunt proprietăți deținute de mai multe particularități. Tipul de existență, dacă există, a universaliilor și a obiectelor abstracte este o problemă de dezbatere.
În istoria filosofiei, metafizica este în primul rând modelată de trei întrebări de bază:
1. Există feluri de lucruri care sunt fundamentale pentru existența altor tipuri? („Categoriile ” lui Aristotel)
2. Există o primă / ultimă cauză de a cărei existență depinde existența tuturor celorlalte? (Aristotel)
3. De ce există ceva mai degrabă decât nimic? (după Gottfried Wilhelm Leibniz,[66] declarat de Martin Heidegger ca întrebare de bază[67])

### Etică
Etica (din grecescul ἔθος (sau ἦθος) êthos „caracter”, „comportament”) cunoscută și sub numele de filosofie morală, studiază ceea ce constituie conduita bună și rea, valorile corecte și greșite, Binele și Răul. 
Investigațiile sale principale vizează modul de a trăi o viață bună și identificarea standardelor de moralitate. De asemenea, investighează dacă există sau nu este cel mai bun mod de a trăi sau a unui standard moral universal, și dacă da, cum ajungem să învățăm despre el. Principalele ramuri ale eticii sunt: etica normativă, meta-etica și etică aplicată.
Cele trei concepții principale în etică despre ceea ce constituie acțiuni morale sunt:
- Consecințialism, care judecă acțiunile pe baza consecințelor lor. Un astfel de punct de vedere este utilitarismul, care judecă acțiunile bazate pe fericirea (sau plăcerea) netă și/sau lipsa de suferință (sau durere) pe care aceste acțiuni o produc.
- Deontologia, care judecă acțiunile pe baza faptului că sunt sau nu în conformitate cu datoria morală a cuiva. În forma standard apărată de Immanuel Kant, deontologia se preocupă dacă alegerea respectă sau nu agentul moral al altor oameni, indiferent de consecințele acesteia.
- Etica virtuții, care judecă acțiunile bazate pe caracterul moral al agentului care le efectuează și dacă acestea sunt conforme cu ceea ce ar face un agent virtuos ideal.

### Logică
Logica (din grecescul λογική logikḗ, termen derivat din λόγος lógos „rațiune”, „raționament”, „limbaj”) este studiul raționamentului și al argumentării.
Raționamentul deductiv este atunci când, având în vedere anumite premise, concluziile sunt inevitabil implicate. Regulile de inferență sunt folosite pentru a deduce concluzii precum, modus ponens, unde sunt date „A” și „dacă A atunci B”, atunci „B” trebuie dedus.
Deoarece raționamentul solid este un element esențial al tuturor științelor, disciplinele științelor sociale și umaniste, logica a devenit o știință formală. Printre subdomenii se numără: logica matematică, logica filosofică, logica modală, logica de calcul și logica non-clasică. O întrebare majoră în filosofia matematicii este dacă entitățile matematice sunt obiective și descoperite (realism matematic) sau inventate (antirealism matematic).

### Alte subdomenii

#### Minte și limbaj

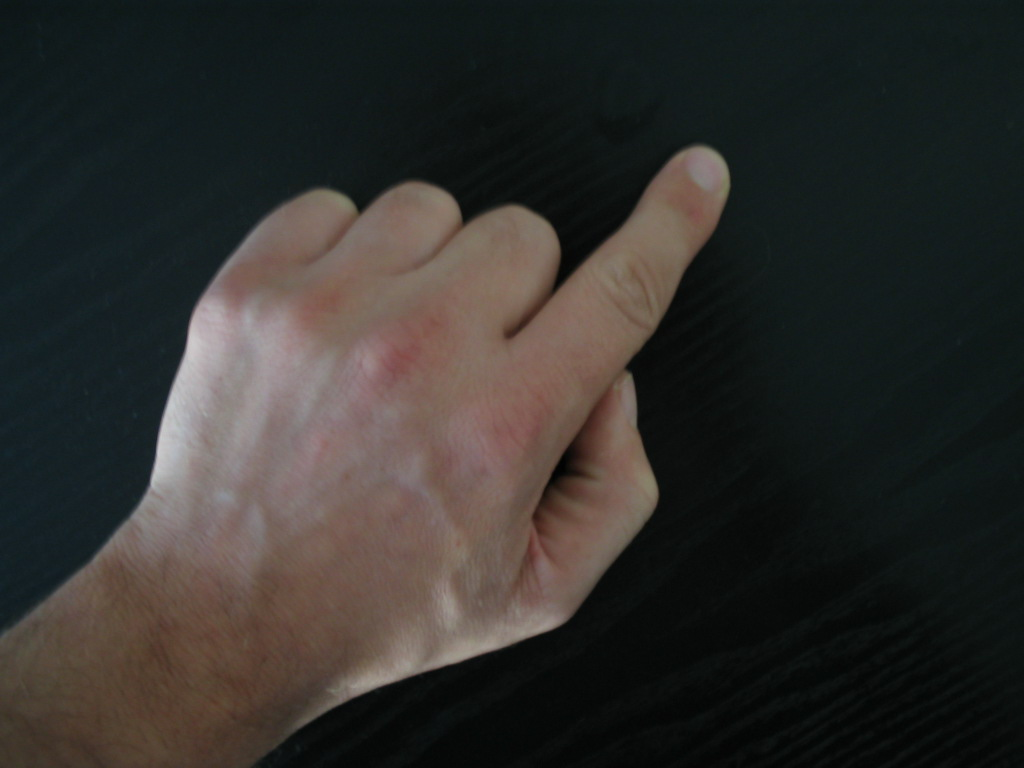
Este dificil de identificat exact când o persoană devine conștientă de acțiunea sa. Unele descoperiri indică faptul că conștientizarea vine după ce activitățile neuronale au început deja în creier.

Filosofia limbajului explorează natura, originile și utilizarea limbajului. Gottlob Frege și Bertrand Russell au fost figuri esențiale în „turnura lingvistică” a filosofiei analitice. Acești scriitori au fost urmați de Ludwig Wittgenstein (Tractatus Logico-Philosophicus), Cercul de la Viena, precum și pozitiviștii logici și Willard Van Orman Quine. În filosofia continentală, limbajul nu este studiat ca o disciplină separată. Mai degrabă, este o parte indisolubilă a multor alte domenii de gândire, cum ar fi fenomenologia, semiotica structurală, hermeneutica, existențialismul, deconstrucția și teoria critică.
Filosofia minții explorează natura minții și relația acesteia cu corpul, așa cum este caracterizată de disputele dintre dualism și monism. Problema minte-corp, adică relația minții cu corpul, este de obicei privită ca întrebarea centrală a filosofiei minții, deși alte întrebări despre natura minții nu privesc corpul fizic. Conceptul dualist găsit deja la Platon, Aristotel, școli Samkhya și Yoga, a fost formulat în mod specific de către René Descartes în secolul al XVII-lea. Descartes susține că mintea este o substanță nonfizică și, prin urmare, non-spațială. El a identificat clar mintea cu conștiința și conștiința de sine și a deosebit aceasta de creier ca sediul inteligenței. Monismul este poziția conform căreia mintea și corpul sunt entități ontologic indiscernibile. Acest punct de vedere a fost susținut pentru prima dată în filosofia occidentală de Parmenide în secolul al V-lea î.Hr. și mai târziu a fost îmbrățișat în secolul al XVII-lea de raționalistul Baruch Spinoza. În ultimii ani, această ramură a devenit legată de știința cognitivă.

#### Filosofia științei
Filosofia științei explorează bazele, metodele, istoria, implicațiile și scopul științei. Această disciplină se suprapune cu metafizica, ontologia și epistemologia, de exemplu, atunci când explorează relația dintre știință și adevăr. Filosofia științei se concentrează pe aspecte metafizice, epistemice și semantice ale științei. Multe dintre subdiviziunile sale corespund unor ramuri specifice ale științei. De exemplu, filosofia biologiei se ocupă în mod specific de problemele metafizice, epistemologice și etice din știința biomedicală.
Karl Popper a susținut că proprietatea centrală a științei este falsificabilitatea. Adică, capacitatea ca o afirmație, teorie sau ipoteză să fie contrazisă de dovezi. De exemplu, afirmația „Toate lebedele sunt albe” este falsificabilă, deoarece se poate observa că există lebede negre.
Nu există un consens în rândul filosofilor cu privire la multe dintre problemele centrale legate de filosofia științei, inclusiv dacă știința poate dezvălui adevărul despre lucruri neobservabile și dacă raționamentul științific poate fi justificat.

#### Filosofia politică

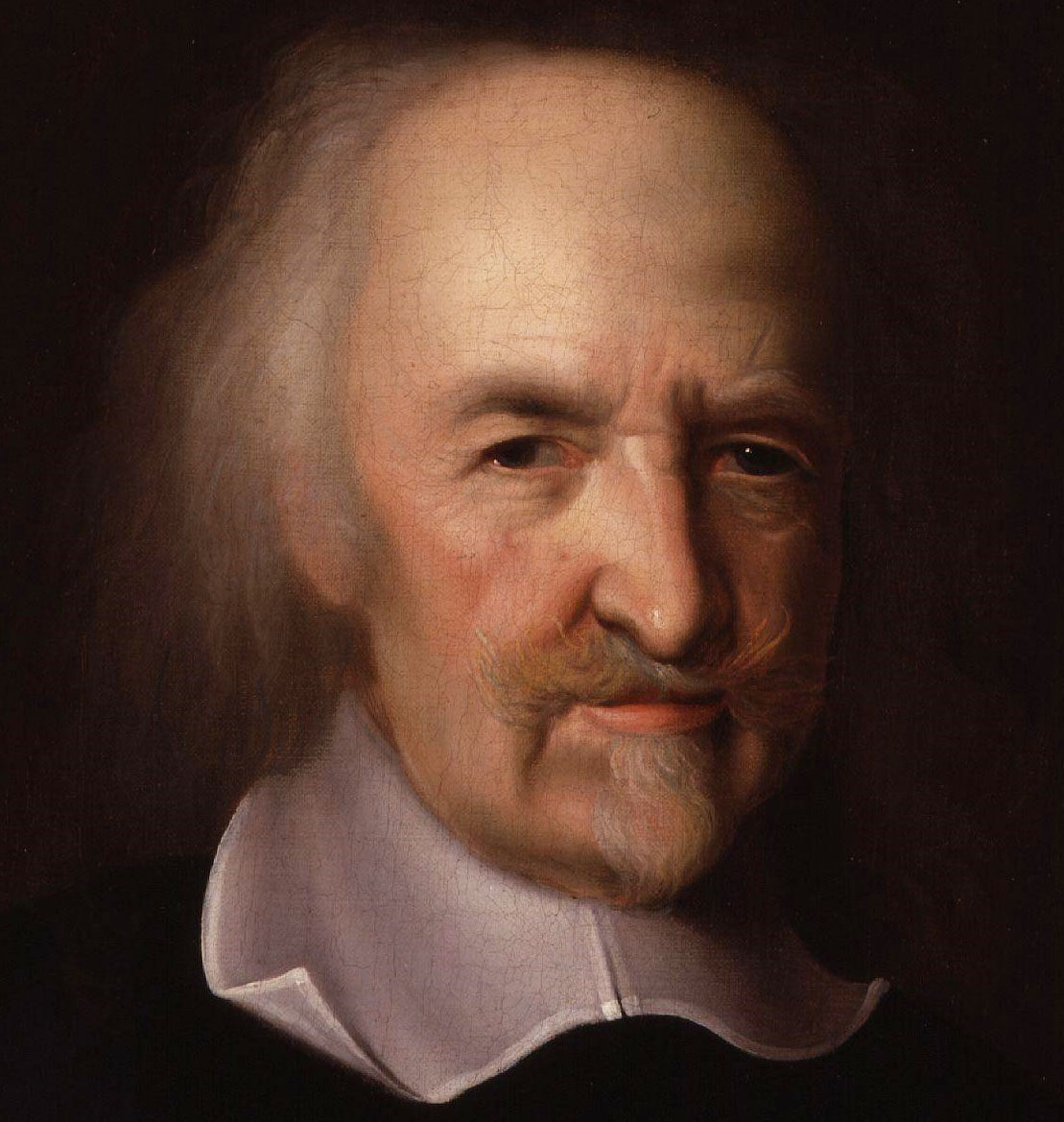
Thomas Hobbes, cunoscut mai ales pentru cartea sa Leviatanul, în care a dat o formulare influentă a teoriei contractului social.

Filosofia politică este studiul unor subiecte precum politica, libertatea, justiția, proprietatea, drepturile, legea și aplicarea legilor de către autoritate: ce sunt acestea, dacă sunt necesare, ce anume face ca un guvern să fie legitim, ce drepturi și libertăți ar trebui să protejeze, ce formă ar trebui să ia, ce este legea și ce datorii au cetățenii față de un guvern legitim și când poate fi răsturnat în mod legitim.
Teoria politică abordează întrebări de o amploare mai largă, abordând natura politică a fenomenelor și categoriilor precum identitatea, cultura, sexualitatea, rasa, bogăția, ecologia, religia și multe altele.
Pornind de la o înțelegere mecanicistă a ființelor umane și a pasiunilor lor, Thomas Hobbes descrie cum ar fi viața fără guvernare, o condiție pe care el o numește starea naturii. În acel stat, fiecare persoană ar avea dreptul la orice în lume. Acest lucru, susține Hobbes, ar duce la un „război al tuturor împotriva tuturor”.

#### Filosofia religiei
Filosofia religiei se ocupă de întrebări care implică religia și ideile religioase dintr-o perspectivă filosofică neutră (spre deosebire de teologia care începe de la convingerile religioase). În mod tradițional, întrebările religioase nu au fost privite ca un domeniu separat de filosofia propriu-zisă, ideea unui domeniu separat a apărut abia în secolul al XIX-lea.
Problemele tratează existența lui Dumnezeu, relația dintre rațiune și credință, întrebări de epistemologie religioasă, relația dintre religie și știință, modul de interpretare a experiențelor religioase, întrebări despre posibilitatea unei vieți de apoi, problema limbajului religios și existența sufletelor și răspunsuri la pluralismul și diversitatea religioasă.
Termenul de filosofie a religiei nu a intrat în uz general în Occident decât în secolul al XIX-lea, și cele mai multe lucrări filosofice premoderne și moderne timpurii au inclus un amestec de teme religioase și întrebări filosofice nereligioase.

#### Metafilosofie
Metafilosofia explorează scopurile filosofiei, limitele și metodele sale. Astfel, în timp ce filosofia pune întrebări despre natura ființei, realitatea obiectelor, posibilitatea cunoașterii, natura adevărului și așa mai departe, metafilosofia este cercetarea autoreflexivă asupra naturii, scopurilor și metodelor activității care fac aceste tipuri de cercetări, întrebând ce este filosofia însăși, ce fel de întrebări ar trebui să pună, cum ar putea să le pună și să le răspundă și ce poate realiza în acest sens.
Multe sub-discipline ale filosofiei au propria ramură a „metafilosofiei”, exemple fiind meta-estetica, meta-epistemologia, meta-etica și meta-metafizica (meta-ontologia).